# Solidarnost'
Solidarnost (ros. Солидарность) – rosyjski polityczny ruch liberalno-demokratyczny założony w grudniu 2008 na wzór polskiej Solidarności przez porozumienie przywódców opozycji demokratycznej w Rosji. Na czele organizacji stanął Garri Kasparow, Borys Niemcow oraz inni działacze z partii opozycyjnych wobec Kremla.

## Uczestnicy
W skład rosyjskiej Solidarności wchodzą:
- założyciele Sojuszu Sił Prawicowych
- Zjednoczony Front Obywatelski kierowany przez Garriego Kasparowa
- Partia Jabłoko
- Klub antywojenny
- Ruch Wolnych Radykałów (ros. Свободные радикалы)
- Ruch Oborona
- Związek solidarności z więźniami politycznymi
- rosyjski Ruch Praw Obrony Człowieka
- inne mniejsze organizacje i ugrupowania.